# Baronía de Tebas
La Baronía de Tebas (en griego: Βαρωνία της Θήβας) fue un feudo medieval en la Grecia franca fundada en 1205 por Bonifacio de Montferrato. La capital de la baronía ocupaba casi la mitad de la actual ciudad de Tebas en Beocia.
En 1204 Bonifacio conquistó el territorio y en 1205 lo concedió como feudo al señor de Atenas, Otón de la Roche. En 1230 su hijo Guido I de la Roche casó a su hermana Bona de la Roche con el caballero franco Bela de Saint Omer, dando como dote la mitad de la baronía y la ciudad de Tebas. Desde entonces la mitad de la baronía fue gobernada por los duques de Atenas y la otra mitad por la familia de Saint Omer, Nicolás II de Saint Omer construyó el Castillo de Saint Omer, cuyos restos aún sobreviven en la actual Tebas.
En 1311 la Compañía Catalana conquistó el Ducado de Atenas y la mitad de la Baronía de Saint Omer pasó a sus manos. En 1331, el barón de la mitad restante Gualterio VI de Brienne intentó sin éxito volver a tomarla, y su mitad también fue conquistada.

## Barones
| Periodo   | Nombre              |
| --------- | ------------------- |
| 1205-1225 | Otón de la Roche    |
| 1225-1263 | Guido I de la Roche |

| Mitad de la Baronía gobernada por la familia de la Roche | Mitad de la Baronía gobernada por la familia de Saint Omer |
| -------------------------------------------------------- | ---------------------------------------------------------- |

| Periodo   | Nombre                  | Periodo   | Nombre                                          |
| --------- | ----------------------- | --------- | ----------------------------------------------- |
| 1263-1280 | Juan I de la Roche      | 1240-1258 | Bela de Saint Omer y su esposa Bona de la Roche |
| 1280-1287 | Guillermo I de la Roche | 1258-1294 | Nicolás II de Saint Omer                        |
| 1287-1308 | Guido II de la Roche    | 1294-1299 | Otón de Saint Omer                              |
| 1308-1311 | Gualterio V de Brienne  | 1299-1311 | Nicolás III de Saint Omer                       |
| 1311-1331 | Gualterio VI de Brienne |           |                                                 |